# Echoes of a Friend

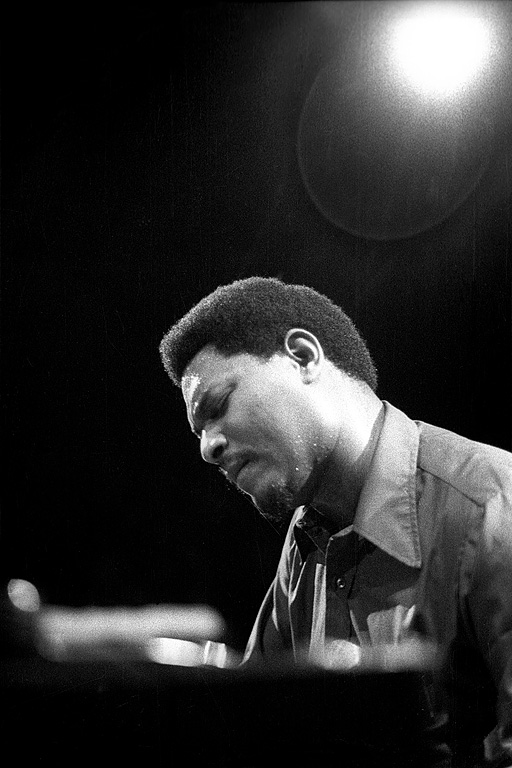
McCoy Tyner (1973)

Echoes of a Friend ist ein Musikalbum des US-amerikanischen Jazzpianisten McCoy Tyner. Das Album, eine Ehrung und Erinnerung an den 1967 verstorbenen Jazzsaxophonisten John Coltrane, enthält Solo-Klavier-Improvisationen des Pianisten.

## Album

### Aufnahme und Veröffentlichung
Das Studioalbum mit seinen fünf Titeln wurde von McCoy Tyner am 11. November 1972 in Tokio aufgenommen und im August 1974 bei Milestone Records als Langspielplatte veröffentlicht. Die Wiederveröffentlichung als CD in den Vereinigten Staaten und im deutschsprachigen Raum – ebenfalls bei Milestone Records – erfolgte 1991.

### Kompositionen
Die beiden ersten Titel des Albums Naima und Promise sind Original-Kompositionen von John Coltrane. Die Komposition Naima hatte Coltrane seiner ersten Ehefrau, Juanita Naima Grubb, gewidmet. Die Komposition Promise ist, folgt man Tyners Linernotes, eine Reverenz an die spirituelle Musik der Afro-Amerikaner, erkennbar an den sich wiederholenden markanten Akkordschlägen der linken Hand. My Favorite Things, eine Komposition von Richard Rodgers, ist ein häufig von John Coltrane interpretierter Jazzstandard. Der längste Titel des Albums The Discovery stammt von McCoy Tyner und soll die Entdeckung der eigenen Persönlichkeit symbolisieren, Folks, ebenfalls von Tyner komponiert, ist – folgt man den Linernotes – der Spitzname eines sehr geschätzten Produzenten.

### Hintergrund
McCoy Tyner konnte auf eine erfolgreiche Zusammenarbeit und Freundschaft mit dem Saxophonisten John Coltrane zurückblicken. Erstmals zusammen getroffen waren beide in Philadelphia, dem Geburtsort von Tyner. Tyner hat sich selbst wie folgt über sein Album Echoes of a Friend sowie die Zusammenarbeit und Freundschaft mit John Coltrane geäußert:

“This was a solo piano tribute album that reflected my experiences with my dear friend John. I did tunes like “Naima”, “The Promise” and “My Favorite Things” which of course are closely associated with the John Coltrane Quartet. Being with such a major teacher as John left such a permanent influence on me. See, I knew John when I was a teenager. That’s when I met him, when I was 17. He was with Miles when I met him [in 1956]. And we really got acquainted with each other when he left Miles’ band the first time (April 1957) and returned to Philly to live with his mother Alice. I used to go by there and play with John. … And he’d also come by to my place and play with me and we had some sessions. … He was 12 years older than me so he was like a big brother to me. And we’d make gigs together around Philly during that period. … So John and I became close during that period, before he went back with Miles. Then when he was getting ready to leave Miles’ band the second time (early 1960) he told me, ‚Look, I’m gonna leave Miles, I’m really gonna do it. And I want you to join my band.‘”

„Dies war ein Tribute-Album für Solo-Klavier, das meine Erfahrungen mit meinem lieben Freund John widerspiegelte. Ich habe Melodien wie ‚Naima‘, ‚The Promise‘ und ‚My Favorite Things‘ gespielt, die natürlich eng mit dem John Coltrane Quartett verbunden sind. Mit einem solch großen Lehrer zusammen zu spielen, wie John, hinterließ einen dauerhaften Einfluss auf mich. Sehen Sie, ich kannte John schon, als ich ein Teenager war. Ich war, als ich ihn traf, siebzehn Jahre alt. Er spielte mit Miles, als ich ihn traf [in 1956]. Und wir haben uns richtig kennen gelernt, als er die Band von Miles zum ersten Mal verließ (April 1957) und nach Philadelphia zurückkehrte, um bei seiner Mutter Alice zu leben. Ich pflegte dorthin zu gehen und mit John zu spielen. … Und er kam auch zu mir und spielte mit mir und wir hatten einige Sessions zusammen. … Er war 12 Jahre älter als ich, also war er wie ein großer Bruder für mich. Und wir hatten während dieser Zeit Auftritte zusammen in und um Philadelphia. … So wurden John und ich in dieser Zeit enge Freunde, bevor er zu Miles zurückging. Als er dann bereit war, die Band von Miles zum zweiten Mal (Anfang 1960) zu verlassen, sagte er mir: ‚Schau, ich werde Miles verlassen, ich werde es wirklich tun. Und ich möchte, dass du in meine Band kommst.‘“

McCoy Tyner spielte von 1960 bis 1965 „mit dem Quartett von Coltrane, tourte in den USA, dann weltweit und spielte bei vielen Aufnahmen mit. Dies war möglicherweise das einflußreichste Quartett der gesamten Jazz-Geschichte, und Tyner hatte maßgeblichen Anteil an seinem großen Erfolg. …  Nachdem er bei Coltrane ausgestiegen war, leitete er ab 1966 sein eigenes Trio. … 1972 unterschrieb er bei Milestone Records“ und nahm für dieses Label in diesem Jahr gleich drei Alben auf: Sahara (Milestone, 1972), Song For My Lady (Milestone, 1973) und sein Echoes of a Friend.
Für Joachim-Ernst Berendt und Günther Huesmann repräsentiert McCoy Tyner „das Coltrane-Erbe … gültiger als jeder andere. Ja, McCoy Tyner ist dieses Erbe: still und dienend, voller Ernst und Religiosität“, wovon man sich beim Hören des Albums Echoes of a Friend überzeugen kann.

## Titelliste
- McCoy Tyner: Echoes of a Friend (Milestone Records – M-9055)[1]

1. Naima (Coltrane) – 6:34
2. Promise (Coltrane) – 6:10
3. My Favorite Things (Hammerstein, Rodgers) – 8:38
4. The Discovery – 17:32
5. Folks – 7:39

* Die Kompositionen stammen von McCoy Tyner, sofern nicht anders angegeben.

## Mitwirkende

### Musiker und ihre Instrumente
- McCoy Tyner – Piano[1]

### Produktionsstab
- Phil Carroll – Artdirector
- Mansfield/Keystone Korner – Artwork
- Tamaki Bekku – Toningenieur Engineer
- Lee Friedlander – Fotografie
- Tetsuya Shimoda – Produzent[1]

## Rezeption
Rovi Staff vergibt für Allmusik 5 von 5 Sternen und meint: „Das ist emotionale und zügellose Musik, am besten genossen, wenn man sich einfach darauf einlässt. Sie ist schön und unschuldig.“ Für Scaruffi.com ist es nur „scheinbar ein Tribute an Coltrane ... Coltrane mag der Einfluß gewesen sein, um einen solchen Grad an Intensität zu erreichen und exotische Elemente zu integrieren, aber die geistige Angst des Meisters wurde durch eine vitale Energie mit entgegengesetzten Vorzeichen ersetzt.“ The Rolling Stone Jazz Record Guide wertet das Album mit der Bestnote: 5 von 5 Sternen.